# Sajida Talfah
Sajida Khairallah Talfah (Tikrit, 24 giugno 1937) è la moglie e cugina del dittatore iracheno Saddam Hussein e madre dei suoi due figli Uday e Qusayy e tre figlie Raghad, Rana e Hala; è inoltre la sorella maggiore del generale Adnan Khairallah ministro della difesa dell'Iraq dal 1977 al 1989.
Come moglie di Saddam Hussein è stata anche la First Lady dell'Iraq.

## Biografia

### Guerra del Golfo (1990)
Sajida, insieme a molti membri della sua famiglia, è fuggita dall'Iraq nel 1990 a causa della Guerra del Golfo, lasciando l'Iraq prima dell'inizio dei bombardamenti. Ci sono molti rapporti diversi su dove si stabilì la famiglia Hussein, ma una possibile posizione è la Svizzera. La famiglia Hussein è poi tornata in Iraq dopo la fine della guerra.

### Fuga in Qatar (2003)
Si ritiene che Sajida sia fuggita in Qatar (ma c'è chi dice anche in Siria) ore prima dell'inizio del bombardamento di Baghdad il 20 marzo 2003 e che la figlia più giovane, Hala, sia andata con lei, mentre Raghad e Rana Hussein sono fuggiti nella vicina Giordania.
Nel luglio 2004, ha assunto un team di difesa multilingue di circa 20 avvocati per difendere suo marito durante il processo per crimini di guerra, crimini contro l'umanità e altri reati. Tuttavia, l'8 agosto 2005, la famiglia di Saddam ha annunciato di aver sciolto il team legale con sede in Giordania e di aver nominato Khalil al-Duleimi, il solo ad abitare in Iraq, come unico consulente legale.
Il 2 luglio 2006, il consigliere per la sicurezza nazionale irachena Muwaffaq al-Rubaie ha annunciato che Sajida e sua figlia Raghad si trovano al 16º e 17º posto nella lista dei più ricercati del governo iracheno per aver finanziato gli insorti musulmani sunniti sotto il regno di Saddam.
Si pensa che Sajida e sua figlia Raghad abbiano finanziato l'insurrezione in Iraq con i soldi che hanno portato con loro mentre fuggivano dal paese. L'avvocato difensore di Saddam ha affermato che "le accuse contro Raghad e Sajida sono prive di fondamento" e che Sajida "vive nella sua casa in Qatar da sola e non ha contatti con nessuno, nemmeno con gli avvocati". Raghad, che vive in Giordania, nel 2018 è ancora tra i più 
ricercati.

## Nella cultura popolare
È stata interpretata da Shohreh Aghdashloo nell'adattamento della BBC Casa Saddam nel 2008.